# 3 x Sovjet
3 x Sovjet är en bok författad av Jan Myrdal och utgiven 1988.

## Innehåll
I den sammanfattar Myrdal sina resor i Sovjetunionen – mest i Turkmenistan – under åren 1960, 1965 och 1988. Genom att skildra tre resor under 28 år i en och samma bok kan han på ett enkelt sätt skildra hur utvecklingen tett sig under perioden.
Han tar upp både för- och nackdelar med Sovjets industrialisering och kanalbyggen. Han berättar om problem i Turkmenistan med ökenutbredning och försaltning av stora markytor som skett till följd av konstbevattningen från Aralsjön. Jan Myrdal berättar också om de kulturella och klimatmässiga skillnaderna mellan de norra eurasiska och de centralasiatiska delarna av Sovjetunionen och vilka problem det kunde skapa för centralplaneringen i Moskva, bland annat när det gällde bostadsbyggande. 
3 x Sovjet är en ganska kritisk skildring av Sovjetunionen och Jan Myrdal nämner även flera gånger att hans böcker drabbats av censur sedan de innehållit kritik mot delar av den förda politiken i unionen.
Boken illustreras med fotografier av Gun Kessle.